# Otello Buscherini
Otello Buscherini (Forlì, 19 januari 1949 - Borgo San Lorenzo, 16 mei 1976) was een Italiaans motorcoureur. 
Hij reed zijn hele carrière met het merk Malanca in diverse klassen. Zijn meest succesvolle seizoenen waren 1973, toen hij twee GP's won, en 1974, toen hij vierde in het wereldkampioenschap 125 cc werd. 

## Carrière
Otello Buscherini scoorde al punten in zijn eerste Grand Prix, de GP van Duitsland van 1970, waar hij met een 50 cc Honda CR 110 6e werd en met een 125 cc Moto Villa werd hij vijfde.
In 1971 reed hij in de GP van Oostenrijk, waar hij met de Moto Villa twaalfde werd in de 125 cc klasse, maar voor de GP van Spanje kreeg hij een Spaanse 125 cc Derbi. Die race was erg belangrijk voor Derbi-coureur Ángel Nieto, die nog niet zeker was van de wereldtitel. Waarschijnlijk kreeg Buscherini, net als Alberto Pagani, deze machine om Nieto in de race te steunen. Pagani viel uit, maar Buscherini werd zesde. 
In 1972 scoorde hij zijn eerste podiumplaatsen in het wereldkampioenschap: derde plaatsen in de 50 cc Grand Prix van Joegoslavië en in de Grand Prix van de DDR. In de Grand Prix des Nations in Imola werd hij vierde en in Spanje zevende en hij eindigde als vijfde in het 50 cc-kampioenschap. 
Het seizoen 1973 begon voor Otello Buscherini met een blunder, ontstaan uit verwarring. In de 125 cc race in Frankrijk keken Otello Buscherini en Börje Jansson bij de finish naar de lichten van de nieuwe Marlboro-toren in plaats van naar de finishvlag. Daardoor dachten ze een ronde te vroeg dat de race was afgelopen en dat Buscherini tweede en Jansson derde was geworden. Buscherini stopte en wandelde weg, Jansson werd door zijn monteurs gemaand zijn motor weer aan te duwen en nog een ronde te rijden. Hij kon toch nog tweede worden, maar eer Buscherini door had dat de race nog niet afgelopen was had hij al een ronde achterstand. Nu werd de Franse thuisrijder Thierry Tchernine (Yamaha) derde, maar Otello Buscherini wist toch nog als zesde te finishen. In de volgende race in Oostenrijk werd hij vierde, maar daarna kwam er veel tegenslag. Hij viel uit in zijn thuisrace in Monza, in Joegoslavië en tijdens de TT van Assen, maar daarna ging het beter: Na een flink gevecht met Chas Mortimer (Yamaha) wist hij de Grand Prix van Tsjechoslowakije te winnen, hij werd vierde in de Grand Prix van Zweden en won ook de Finse Grand Prix. Hij eindigde, ondanks zijn veel betere seizoen als dat van 1972, slechts als zesde in het wereldkampioenschap 125 cc. 
In het 50 cc kampioenschap van het seizoen 1974 waren de Van Veen-Kreidlers en de overige Kreidlers bijna onverslaanbaar. Buscherini werd met zijn Malanca derde in Frankrijk en in Imola wist hij zelfs Jan Bruins met zijn Jamathi van de tweede plaats te verdringen, tot de uitlaat van de Malanca scheurde en Buscherini terugviel naar de derde plaats. In de 125 cc klasse draaide hij zijn beste seizoen, hoewel hij geen overwinningen behaalde. Hij scoorde derde plaatsen in Frankrijk, Oostenrijk en Tsjechoslowakije en tweede plaatsen in Assen en Spanje. In Joegoslavië werd hij zelfs even als winnaar gevierd, maar Kent Andersson diende een protest in omdat de Malanca van Otello Buscherini zeven versnellingen zou hebben (er waren er maar zes toegestaan). Dat bleek zo te zijn en Buscherini werd gediskwalificeerd. In het 125 cc wereldkampioenschap scoorde hij zijn beste resultaat: vierde in de eindstand. 
In het seizoen 1975 duurde het lang voordat Otello Buscherini in het wereldkampioenschap aan de start verscheen. Het wachten was op de nieuwe 125 cc tweecilinder Malanca. In Duitsland haalde hij de vierde startplaats, maar hij bereikte de finish niet. Dat gebeurde ook niet in Italië en pas in de TT van Assen werden de eerste (en enige) punten van het seizoen behaald: Buscherini werd zesde en door deze vijf punten werd hij 17e in de eindstand. Buscherini kwam voor het eerst ook in zwaardere klassen (250- en 350 cc) aan de start, maar daarvoor gebruikte hij de populaire en snelle Yamaha-productieracers. In de 250 cc klasse reed hij in Zweden aan de leiding, maar het leek of hij vertraagde om zijn landgenoot Walter Villa aan de overwinning te helpen. In werkelijkheid was er een keerring van de Yamaha stuk waardoor hij vermogen verloor, maar Buscherini werd nog wel tweede. In Finland werd hij vervolgens derde en in Tsjechoslowakije tweede. In Joegoslavië trainde hij als snelste, maar hij startte slecht en viel ver terug. In de vierde ronde was Buscherini alweer aan het jagen op koploper Dieter Braun en in de negende ronde lag hij op kop. Een ronde later had hij een achterstand van 14 seconden op Braun. Het probleem werd veroorzaakt doordat de stekertjes van zijn ontsteking los raakten. Buscherini werd slechts vijfde, terwijl Braun naar de overwinning reed. In de 350 cc klasse kwam hij pas tegen het einde van het seizoen aan de start met een Yamaha TZ 350 die was voorzien van een Bimota-frame. Dat werd een succes: na een gevecht met Dieter Braun, Tom Herron, Olivier Chevallier en Patrick Pons (allemaal Yamaha-rijders) won hij de 350 cc van Tsjechoslowakije en in Joegoslavië werd hij tweede. Slechts twee wedstrijden, maar hij eindigde als achtste in de eindstand. 
In het seizoen 1976 reed Otello Buscherini een goede 125 cc race in Oostenrijk. Daar maakte hij het Paolo Pileri erg moeilijk in het gevecht om de tweede plaats. Uiteindelijk gaf de pure snelheid van Pileri's Morbidelli de doorslag en Buscherini werd derde. 

## Overlijden
In de Grand Prix des Nations kon Pileri hem echter niet bijhouden. Ze vochten opnieuw om de tweede plaats, maar Buscherini's Malanca viel stil en hij moest de strijd staken. In de 250 cc race van deze Grand Prix viel hij en hij overleed in het ziekenhuis aan een maagverwonding.
Otello Buscherini werd drie maal Italiaans kampioen: in 1968 in de elders ongebruikelijke 50/60 cc klasse, in 1973 in de 125 cc klasse en in 1974 in de 125 cc klasse. Al deze titels won hij met het merk Malanca. 
Otello Buscherini was monteur van beroep en woonde ten tijde van zijn overlijden in zijn geboorteplaats Forlì tussen Faenza en Cesena in de regio Emilia-Romagna. Behalve motorrijden was zijn hobby dansen. 

## Wereldkampioenschap wegrace resultaten
(Races in vet zijn pole-positions; races in cursief geven de snelste ronde aan)
| Jaar | Klasse | Motorfiets           | 1      | 2       | 3       | 4       | 5       | 6       | 7       | 8       | 9     | 10      | 11         | 12    | 13      | Punten | Plaats | Overwinningen |
| ---- | ------ | -------------------- | ------ | ------- | ------- | ------- | ------- | ------- | ------- | ------- | ----- | ------- | ---------- | ----- | ------- | ------ | ------ | ------------- |
| 1970 | 50 cc  | Honda CR 110/Itom    | DUI 6  | FRA DNF | JOE -   |         | NED -   | BEL -   | DDR -   | TSJ -   |       | ULS -   | NAT -      | SPA - |         | 5      | 18e    | 0             |
| 1970 | 125 cc | Moto Villa           | DUI 5  | FRA DNF | JOE -   | IOM -   | NED -   | BEL -   | DDR -   | TSJ -   | FIN - |         | NAT -      | SPA - |         | 6      | 25e    | 0             |
| 1971 | 125 cc | Moto Villa/Derbi     | OOS 12 | DUI -   | IOM -   | NED -   | BEL -   | DDR -   | TSJ -   | ZWE -   | FIN - |         | NAT -      | SPA 6 |         | 5      | 20e    | 0             |
| 1972 | 50 cc  | Malanca              | DUI -  |         |         | NAT 4   |         | JOE 3   | NED -   | BEL -   | DDR 3 |         | ZWE -      |       | SPA 7   | 32     | 5e     | 0             |
| 1972 | 125 cc | Malanca              | DUI -  | FRA -   | OOS -   | NAT -   | IOM -   | JOE -   | NED DNF | BEL -   | DDR - | TSJ DNF | ZWE -      | FIN - | SPA DNF | 0      | -      | 0             |
| 1973 | 50 cc  | Malanca              |        |         | DUI DNF | NAT -   |         | JOE -   | NED -   | BEL -   |       | ZWE -   |            | SPA - |         | 0      | -      | 0             |
| 1973 | 125 cc | Malanca              | FRA 6  | OOS 4   | DUI -   | NAT DNF | IOM -   | JOE DNF | NED DNF | BEL -   | TSJ 1 | ZWE 4   | FIN 1      | SPA - |         | 51     | 6e     | 2             |
| 1974 | 50 cc  | Malanca              | FRA 3  | DUI -   |         | NAT 3   |         | NED -   | BEL -   | ZWE 5   | FIN - | TSJ -   | JOE -      | SPA - |         | 26     | 8e     | 0             |
| 1974 | 125 cc | Malanca              | FRA 3  | DUI -   | OOS 3   | NAT DNF |         | NED 2   | BEL 5   | ZWE DNF |       | TSJ 3   | JOE Diskw. | SPA 2 |         | 60     | 4e     | 0             |
| 1975 | 125 cc | Malanca              | FRA -  | SPA -   | OOS -   | DUI DNF | NAT DNF |         | NED 6   | BEL -   | ZWE - |         | TSJ -      | JOE - |         | 5      | 17e    | 0             |
| 1975 | 250 cc | Yamaha TZ 250        | FRA -  | SPA -   |         | DUI -   | NAT DNF | IOM -   | NED -   | BEL -   | ZWE 2 | FIN 3   | TSJ 2      | JOE 5 |         | 40     | 7e     | 0             |
| 1975 | 350 cc | Bimota-Yamaha TZ 350 | FRA -  | SPA -   | OOS -   | DUI -   | NAT -   | IOM -   | NED -   |         |       | FIN -   | TSJ 1      | JOE 2 |         | 27     | 8e     | 1             |
| 1976 | 125 cc | Malanca              |        | OOS 3   | NAT DNF |         |         |         |         |         |       |         |            |       |         | 10     | 14e    | 0             |
| 1976 | 250 cc | Yamaha TZ 250        | FRA -  |         | NAT (†) |         |         |         |         |         |       |         |            |       |         | 0      | -      | 0             |